# Orphans and outcasts, volume 3
Orphans and outcasts, volume 3 is een verzamelalbum van Iain Matthews. Het in eigen beheer uitgegeven album bevat opnamen, die om een of andere reden nooit waren verschenen op zijn reguliere uitgaven. Het heeft een bijzonderheid in de eerste track, een nummer van de eerste band waar Matthews deel van uitmaakte: Pyramid. Ook dat nummer is nooit uitgegeven, ruzie met het management (ook reden voor het uiteenvallen van de groep) was daar debet aan.  

## Muziek
| Nr. | Titel                                                              | Duur |
| --- | ------------------------------------------------------------------ | ---- |
| 1.  | Me about you (Sebastian, opname van Pyramid (1965))                |      |
| 2.  | Woodstock (Joni Mitchell, Matthews Southern Comfort 1969))         |      |
| 3.  | Hearts (Matthews, MSC 1970)                                        |      |
| 4.  | Home (Matthews, MSC 1970)                                          |      |
| 5.  | Never ending (Matthews, MSC 1970)                                  |      |
| 6.  | I’ll fly away (Brumley, Plainsong 1972)                            |      |
| 7.  | Sing senorita (Richard Stekol, Matthews 1978)                      |      |
| 8.  | On the beach (Bruce Welch, Hak Marvin, Matthews 1983 (Shook))      |      |
| 9.  | The fabrication (Jules Shear, Matthews 1986 (Changing line))       |      |
| 10. | Except for a tear (Jules Shear, Matthews 1986 (Changing line))     |      |
| 11. | Next time around (Matthews, Matthews/Andy Roberts, Plainsong 1991) |      |
| 12. | God’s empty chair (Matthews, Matthews/Andy Roberts, Painsong 1991) |      |
| 13. | Jaques and tambo (Matthews, 1996)                                  |      |
| 14. | Spirits (Matthews, Plainsong 1997)                                 |      |
| 15. | Sing sister sing (Matthews 1997)                                   |      |